# V470 Близнецов
V470 Близнецов (лат. V470 Geminorum) — двойная затменная переменная звезда типа W Большой Медведицы (EW) в созвездии Близнецов на расстоянии приблизительно 1 878 световых лет (около 576 парсек) от Солнца. Видимая звёздная величина звезды — от +13,5m до +12,75m. Орбитальный период — около 0,3528 суток (8,467 часа).

## Характеристики
Первый компонент — жёлто-белая звезда спектрального класса G-F. Радиус — около 1,29 солнечного, светимость — около 1,835 солнечной. Эффективная температура — около 5925 К.
Второй компонент — жёлто-белая звезда спектрального класса G-F.